# Anna Maria Zieglerin
Anna Maria Zieglerin, född 1550, död 7 februari 1575, var en tysk alkemist. 
Hon var engagerad hos Julius av Braunschweig-Wolfenbüttel för att utveckla en metod att finna De vises sten. När hon misslyckades med sitt uppdrag, lät Julius avrätta hennes och hennes kollegor anklagade för att ha försökt förgifta Julius hustru Hedwig av Württemberg. 
Hon och Isabella Cortese har nämnts som de mest framträdande kvinnliga alkemister under 1500-talet. 